# Victor Van Straelen
Victor Émile Van Straelen (* 14. Juni 1889 in Antwerpen; † 29. Februar 1964 in Brüssel) war ein belgischer Zoologe, Paläontologe und Naturschützer. 1925 bis zu seiner Pensionierung 1959 war er Direktor des Museum für Naturwissenschaften (Koninklijk Museum voor Natuurwetenschappen) in Brüssel. 

## Leben
Van Straelen ging in Antwerpen auf das Atheneum und studierte an der Freien Universität Brüssel Naturwissenschaften. 1914 wurde er in Chemie promoviert mit einer Dissertation über Glaukonit. Während der deutschen Invasion ging er als Freiwilliger zur Armee und diente bei den Pionieren als Geologe. 1919 promovierte er in Geologie und Paläontologie (Contributions à l’étude des crustacés décapodes de la période jurassique). 1922 wurde er Konservator an der geologischen Sammlung der Freien Universität Brüssel und 1925 habilitierte er sich. Im selben Jahr wurde er Direktor des Naturkundemuseums in Brüssel. Er lehrte auch 1930 bis 1934 als Professor an der Freien Universität Brüssel Paläontologie. Er nutzte Bauvorhaben in Belgien wie den Bau der Tunnel unter der Schelde zum Fossiliensammeln und zur geologischen Erkundung und gründete die Association pour l’Etude de la Paléontologie et de la Stratigraphie houillère zum Studium der Stratigraphie und Paläontologie der Steinkohlevorkommen in Belgien.
Er forschte in Paläontologie und Zoologie vor allem zu Krebstieren. Daneben war er ein bedeutender Naturschützer. 1927/28 begleitete er den Kronprinzen Leopold (der spätere König Leopold III) nach Indonesien und sammelte dabei Fossilien. Über die Reise berichtet er in seinem Buch De reis door de Indische Archipel door Prins Leopold van België. 1929 wurde er Mitglied der Verwaltung des Virunga National Parks (damals Parc National Albert) und übernahm 1934 dessen Leitung (und bereiste 1931 mit Albert I. den Kongo) und im selben Jahr der ganzen Nationalparks in Belgisch-Kongo. Der Park ist vor allem als Reservat der Berggorillas bekannt. 1948 war er im Gründungskomitee der International Union for Conservation of Nature (IUCN). Außer im Kongo war er auch an anderen Nationalpark-Gründungen in Afrika beteiligt und forschte dort.
Er verfasste  die Bände zu  Eumalacostraca und Phyllocarida im Fossilium catalogum.
1959 bis 1964 war er Präsident der Charles Darwin Foundation, die 1959 auf den Galapagosinseln gegründet wurde. 1958 erhielt er die Darwin-Wallace-Medaille der Linnean Society of London. 1930 wurde er korrespondierendes und 1937 volles Mitglied der Königlichen Akademie der Wissenschaften und Schönen Künste von Belgien (Classe des Sciences) und 1950 deren Präsident.